# Hanns Kreisel
Hanns Kreisel (ur. 16 lipca 1931 w Lipsku, zm. 18 stycznia 2017 w Wolgast) – niemiecki mykolog.

## Życiorys
W latach 1951–1956 Hanns Kreisel studiował biologię i geologię na Uniwersytecie w Greifswaldzie, później pracował na nim jako pracownik naukowy. Odszedł na emeryturę z tytułem profesora. Zajmował się klasyfikacją grzybów, nie tylko tych występujących w Niemczech, ale także na innych kontynentach, m.in. w Brazylii, Seszelach, Wietnamie, Kubie i Syrii. Był także redaktorem kilku międzynarodowych czasopism naukowych. Prowadził gościnne wykłady w Meksyku, Argentynie, Hiszpanii i innych krajach. Był członkiem wielu organizacji, m.in. Europejskiej Rady ds. Ochrony Grzybów. Był autorem, współautorem lub redaktorem ponad 20 książek.
Dawniej grzyby zaliczane były do roślin. Kreisel w 6- tomym dziele Handbuch für Pilzfreunde postulował, że nie są one roślinami, lecz tworzą oddzielne królestwo. Teza ta znalazła poparcie biologów i dzisiaj została powszechnie zaakceptowana. Kreisel jest autorem ponad 300 publikacji naukowych obejmujących szerokie spektrum tematów z systematyki grzybów i roślin, mykologii doświadczalnej, paleomykologii, mykologi stosowanej, etnomykologii oraz leczniczych i kulturowych aspektów grzybów.
W naukowych nazwach opisanych przez niego taksonów dodawane jest jego nazwisko Kreisel. Jego nazwiskiem nazwano także niektóre gatunki i rodzaje grzybów, np.: Chrysosporium kreiselii Dominik 1965, Kreiseliella U.Braun 1991, Kreiseliella typhae (Vasyag.) U.Braun 1991, Meliola kreiseliana Schmied. 1989, Passalora kreiseliana U.Braun & Crous 2002, Peziza kreiselii G.Hirsch 1992, Puccinia kreiselii M.Scholler 1996, Tulostoma kreiselii G.Moreno, E.Horak & Altés 2002.